# ضربه عشق ۲
ضربه عشق ۲ (به انگلیسی: Pyaar Ka Punchnama 2) یا کالبد شکافی عشق ۲ فیلمی محصول سال ۲۰۱۵ و به کارگردانی لیو رنجان است. در این فیلم بازیگرانی همچون کارتیک آریان، نصرت باروچا، سونالی سیگال، ایشیتا راج شارما، اومکار کاپور و سانی سینگ ایفای نقش کرده‌اند.
این فیلم دنباله فیلم ضربه عشق است.